# Parapylocheles scorpio
Parapylocheles scorpio is een tienpotigensoort uit de familie van de Pylochelidae. De wetenschappelijke naam van de soort is voor het eerst geldig gepubliceerd in 1894 door Alcock.